# Мајен (департман)
Мајен (фр. Mayenne) департман је у северозападној Француској. Припада региону Регион Лоара, а главни град департмана (префектура) је Лавал. Департман Мајен је означен редним бројем 53. Његова површина износи 5.175 км². По подацима из 2010. године у департману Мајен је живело 306.337 становника, а густина насељености је износила 59 становника по км².
Овај департман је административно подељен на:
- 3 округа
- 32 кантона и
- 261 општина.

## Демографија
| 1999.   | 2011.   |
| ------- | ------- |
| 285.338 | 307.031 |